# Chaidari
Chaidari (tiếng Hy Lạp: ?) là một khu tự quản ở vùng Attiki, Hy Lạp. Khu tự quản Chaidari có diện tích 23 km², dân số theo điều tra ngày 18 tháng 3 năm 2001 là 48494 người.